# Clusia domingensis
Clusia domingensis är en tvåhjärtbladig växtart som beskrevs av Ignatz Urban. Clusia domingensis ingår i släktet Clusia och familjen Clusiaceae. Inga underarter finns listade i Catalogue of Life.